# Żydowo (Polanów)
Żydowo (deutsch Sydow) ist ein Dorf in der Landgemeinde Polanów (Pollnow) im Powiat Koszaliński (Kösliner Kreis) der polnischen Woiwodschaft Westpommern.

## Geographische Lage
Das Kirchdorf liegt in Hinterpommern, am Nordhang der Steinberger Endmoräne und am Nordost-Rand der Pommerschen Seenplatte zwischen dem Nieder- und dem Kamiensee (Jezioro Żydowskie, J. Kamień), inmitten des Städte-Dreiecks Polanów (Pollnow) – Bobolice (Bublitz) – Miastko (Rummelsburg). Rund um den Ort breiten sich weite Waldflächen aus.

## Pumpspeicherkraftwerk
Der Höhenunterschied von 80 Metern zwischen den beiden Seen wird seit dem Jahr 1971 zur Stromerzeugung mittels eines Pumpspeicherkraftwerkes mit einer Leistung von 156 MW genutzt. Planungen dafür gab es schon zur deutschen Zeit seit 1932.

## Geschichte

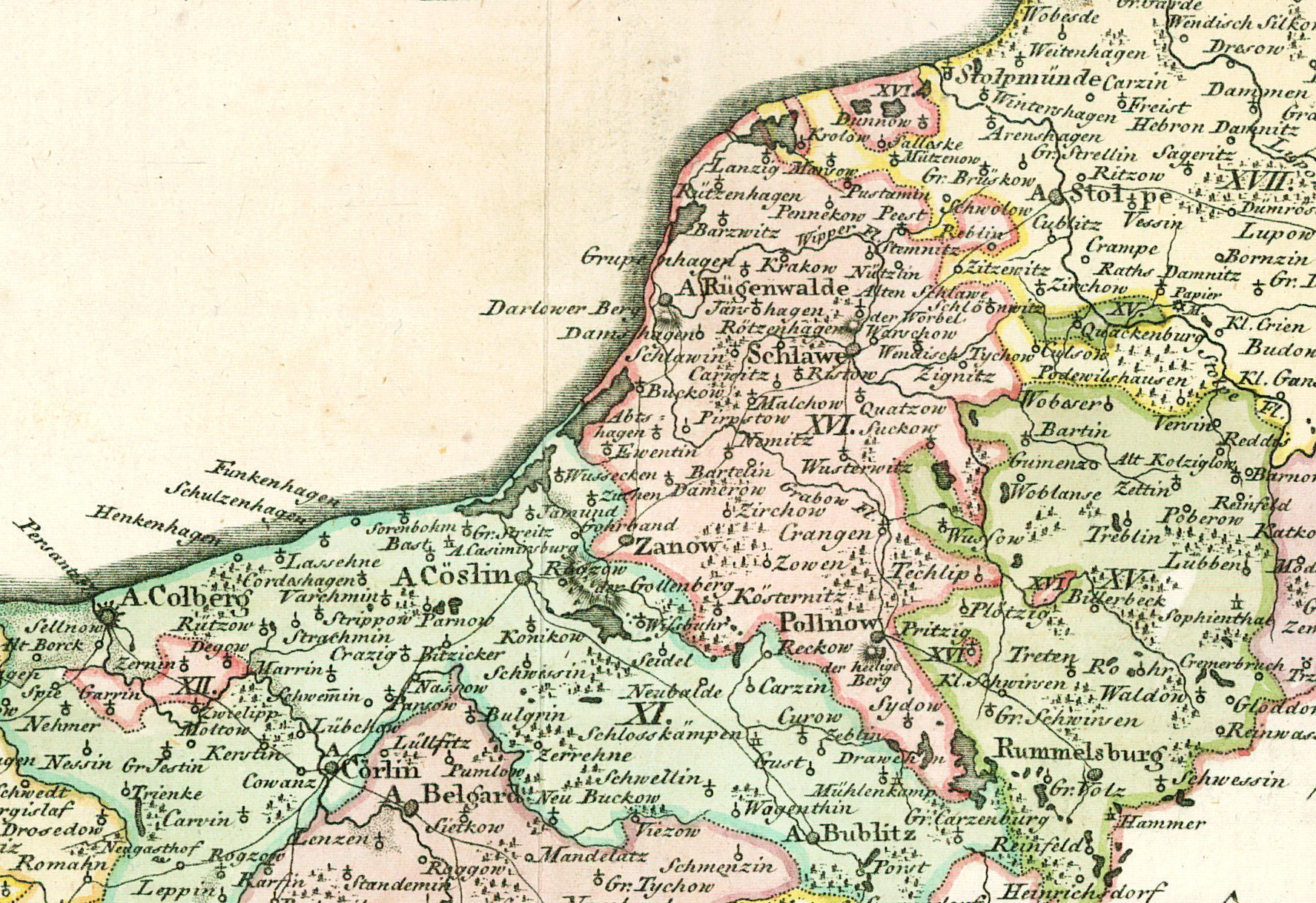
Kirchdorf Sydow, nordöstlich der Stadt Bublitz, südöstlich der Stadt Pollnow sowie nordwestlich der Stadt Rummelsburg, auf einer Landkarte von 1793

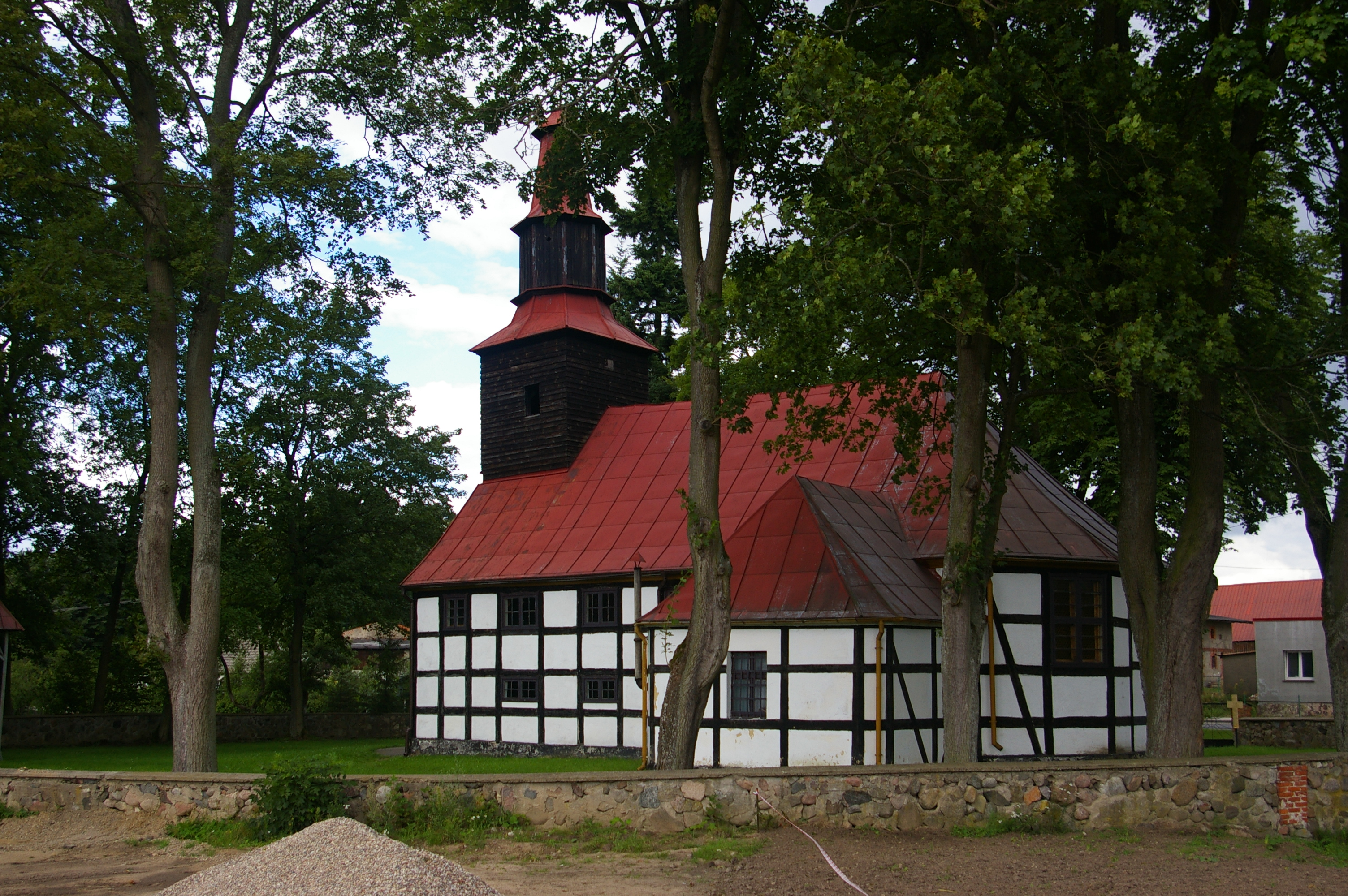
Dorfkirche (Aufnahme 2007)

Über die Gründung des Ortes ist nichts bekannt. Sicher ist, dass das Schlawer Land, zu dem der Ort später gehörte, bis 1238 ein pomeranisches Herzogtum war. Von 1257 bis 1347 herrschten dort die Swenzonen, die in dieser Zeit zahlreiche Städte gründeten. Darunter befand sich auch die 1312 gegründete Stadt Pollnow. So ist anzunehmen, dass die Ortschaft in der ersten Hälfte des 14. Jahrhunderts entstand. Die Schreibweise des Ortsnamens wurde um die Wende vom 18. zum 19. Jahrhundert von Sidow in Sydow abgeändert.
1321 ging das Sydower Gebiet in das Eigentum des Zisterzienserklosters Pelpin über, das später dem Kloster Buckow unterstellt war. Von 1353 an gehörte es zu den Tafelgütern der Camminer Bischöfe, wurde 1436 zusammen mit Pollnow an den pommerschen Herzog Bogislaw IX. verpfändet, ehe es um 1460 zur Zeit Erich II. gänzlich unter die Herrschaft der pommerschen Herzöge kam. Im Laufe der folgenden Jahrhunderte wurde Sydow als Lehen an die Familien von Lettow, von Münchow und von Woedtke vergeben. Als infolge des Zweiten Thorner Friedens von 1466 der Deutsche Orden Gebiete an Polen abgeben musste, geriet Sydow bis 1772 in den Grenzbereich zu Polen.
Seit dem 17. Jahrhundert verfügte das Dorf über eine eigene Kirche, die als Fachwerkbau errichtet wurde. Nach dem Aussterben der pommerschen Herzöge (Bogislaw XIV. † 1637) und dem Westfälischen Frieden von 1648 übernahm Brandenburg die Landesherrschaft, die ab 1701 in das Königkreis Preußen überging. Im Zuge der preußischen Verwaltungsreform von 1815 wurde Sydow in den Kreis Schlawe eingegliedert.
1898 wurde der Ort an die Schmalspurbahn Schlawe – Pollnow – Sydow angeschlossen. Haupterwerbszweig der Einwohner war die Landwirtschaft, außerdem machte sich Sydow einen Namen als Dorf der Sensenschmiede, von denen es zeitweise sieben gab. Bis 1908 gehörten zu Sydow zwei Güter, A und B. Während das Gut B 1908 an die Pommersche Ansiedlungsgesellschaft verkauft wurde, die es zu Siedlungsgrundstücken parzellierte, betrieb das Gut A Saatzucht von Frühkartoffeln.
1910 betrug die Zahl der Einwohner 1529. Nachdem sie nach dem Ersten Weltkrieg um etwa 100 zurückging, stieg die Einwohnerzahl bis 1939 wieder auf 1815. 1932 wurden die ersten Pläne für ein Pumpspeicherwerk zur Stromerzeugung bei Sydow entworfen, die jedoch erst 1971 realisiert wurden.
Gegen Ende des Zweiten Weltkriegs wurde Sydow im Februar 1945 von der sowjetischen Front überrannt. Noch im gleichen Jahr wurde der Ort zusammen mit ganz Hinterpommern von der sowjetischen Besatzungsmacht gemäß dem Potsdamer Abkommen der Volksrepublik Polen zur Verwaltung unterstellt. Danach begann die Zuwanderung polnischer, teils auch ukrainischer Migranten, die anfangs vorwiegend aus Gebieten östlich der Curzon-Linie kamen, die von der Sowjetunion beansprucht worden waren. Unter polnischer Verwaltung erhielt das Dorf die Ortsbezeichnung Żydowo. Nach Kriegsende wurde von der kommunistischen polnischen Verwaltungsbehörde die „wilde“ Vertreibung der einheimischen Bevölkerung durchgeführt.

### Demographie
| Jahr | Einwohner | Anmerkungen |
| ---- | --------- | --- |
| 1818 | 322       | Sydow A (Kirchdorf mit Mutterkirche, 132 Einwohner), Sydow B (Dorf mit 175 Einwohnern) und Mühle (15 Einwohner), sämtlich adlige Besitzungen                                                                       |
| 1852 | 1365      | Sydow A mit 733 Einwohnern und Sydow B mit 632 Einwohnern |
| 1864 | 1653      | am 3. Dezember, Gemeindebezirk Sydow A u. B, Gutsbezirk Sydow A und Gutsbezirk Sydow B zusammen, auf Flächen von 4127, 6390 bzw. 4091 Morgen                                                                       |
| 1867 | 1637      | Dorf Sydow A 484 Einwohner, Dorf Sydow B 409 Einwohner, Gutsbezirk Sydow A 417 Einwohner, Gutsbezirk Sydow B 327 Einwohner                                                                                         |
| 1871 | 1633      | Dorf Sydow A 522 Einwohner, Dorf Sydow B 445 Einwohner, Gutsbezirk Sydow A 369 Einwohner, Gutsbezirk Sydow B 297 Einwohner, darunter insgesamt drei Juden und eine katholische Person, sonst sämtlich Evangelische |
| 1910 | 1529      | am 1. Dezember, Dorf Sydow A 476 Einwohner, Gutsbezirk Sydow A 383 Einwohner, Dorf Sydow B 394 Einwohner, Gutsbezirk Sydow B 276 Einwohner                                                                         |
| 1925 | 1439      | [ 10 ] |
| 1933 | 1465      | [ 10 ] |
| 1939 | 1815      | [ 10 ] |

### Amtsbezirk Sydow
Vor 1945 bildete Sydow einen eigenen Amtsbezirk, zu dem auch die Gemeinde Gutzmin (Chocimino) gehörte. Auch das gemeinsame Standesamt stand in Sydow, während beide Orte dem Amtsgerichtsbezirk Pollnow (Polanów) zugeordnet waren. Sydow gehörte damals zum Landkreis Schlawe i. Pom. im Regierungsbezirk Köslin der preußischen Provinz Pommern.

### Ortsgliederung (bis 1945)
In das Gemeindegebiet von Sydow waren vor 1945 insgesamt 30 Ortschaften integriert:
| - Althütte (polnischer Name: Kopaniec) - Alt Kleehof (Stare Wiatrowo) - Bärenlager (Głusza) - Eichberg (Krzewiec) - Elsenthal (Pyszki) - Ferdinandshof (Gostomki) - Globnitz (Głobnica) - Groß Espenberg (Osiczno) - Groß Linde (Lipy) - Grünheide (Kierzkowo) - Kaminhof (Kamień) - Klein Espenberg (Osiczno) - Klein Linde (Lipki) - Lüdtkenkamp (Kępiec) - Luisenhof (Małomierz) | - Neuhof (Samostrzel) - Neu Kleehof (Nowe Wiatrowo) - Neumühlenkamp (Kępiny) - Neusorge (Zapłotki) - Pagelsland (Bagnica) - Pfingstberg (Czyżewo) - Raderang (Grabowiec) - Ratzlaffenkamp (Racław) - Schlosshof (Ląkie) - Schoningshof (Zagaje) - Seehof (Olszynka) - Seekathen (Piaskowo) - Twelberg (Chróstowo) - Vorhütte (Pieczyska) - Wilkenhof (Gostkowo) |

## Kirche bis 1945

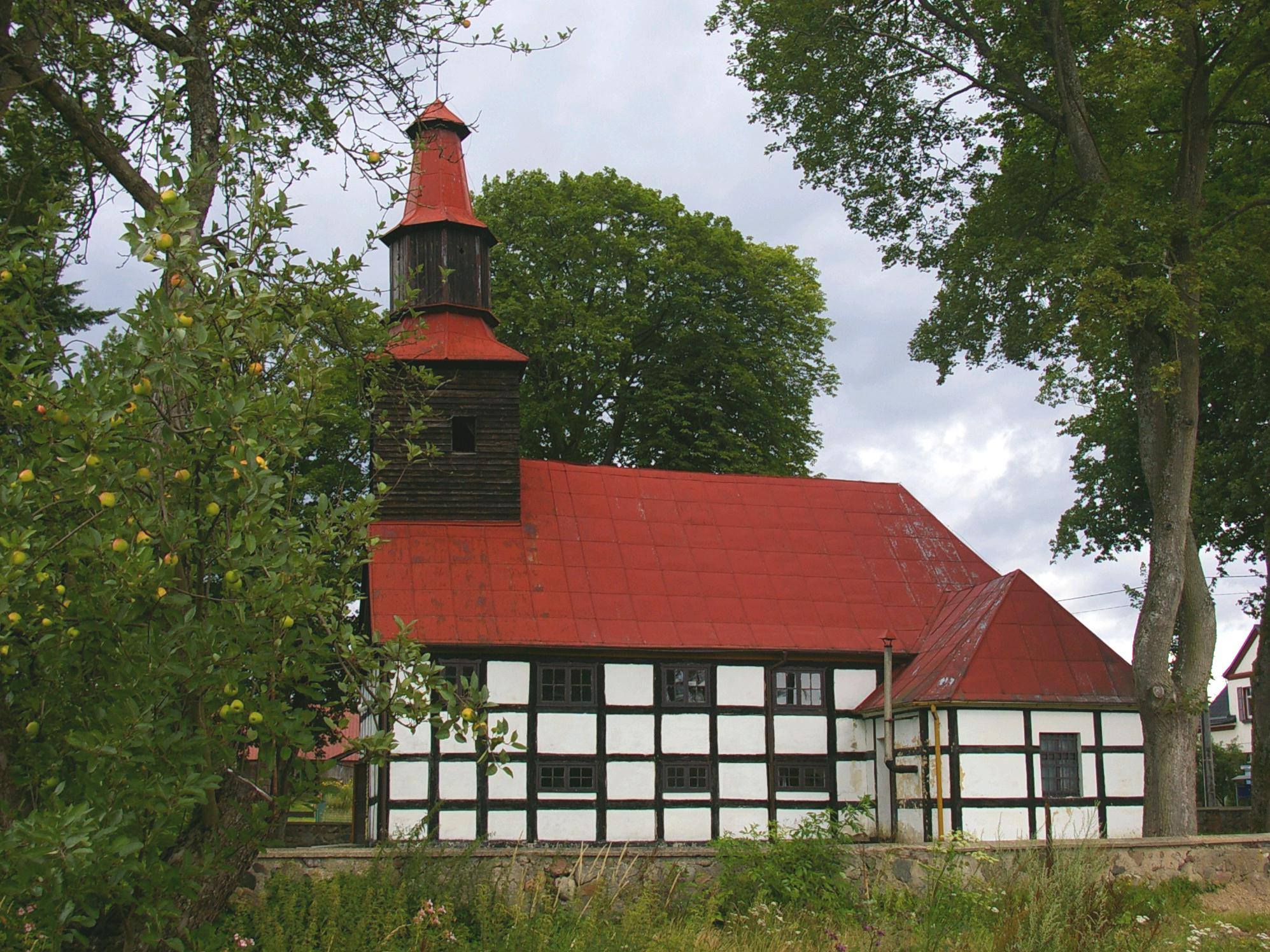
Dorfkirche von 1794 (bis 1945 evangelisch, Aufnahme 2007)

### Kirchspiel
Vor 1945 war die Bevölkerung von Sydow überwiegend evangelischer Konfession. Sydow bildete ein eigenes Kirchspiel, in das der Ort Breitenberg (Gołogóra) sowie die Filialkirche Gutzmin (Chocimino) integriert war. Das Kirchspiel Sydow, das 1940 insgesamt 2135 Gemeindeglieder zählte, gehörte bis 1713 zum Kirchenkreis Rügenwalde wie alle Dörfer, die vor der Reformation ein Klosterdorf der Abtei Buckow waren. Wegen der weiten Entfernung bis nach Rügenwalde gelang es der Gemeinde, in den Kirchenkreis Bublitz (Bobolice) eingebunden zu werden, der bis 1945 zur Kirche der Altpreußischen Union gehörte.

### Pfarrer
| 1. Martin Grüneberg, seit 1571 2. Georg Dumke, seit 1580 3. Paul Raske, seit 1601 4. Georg Zuper, seit 1629 5. Nikolaus Froböse (Frobesius), bis 1667 6. Paul Bolduan, 1667–1694 7. Laurentius Georg Stöcke, 1695–1744 8. Christian Heinrich Gottschalk, 1746–1754 9. Johann Friedrich Moritz, 1754–1791 10. Georg Krüger, 1792–1820 11. Christian Gottlieb Enghardt, 1821–1932 | 1. Christian Gottfried Müller, 1834–1847 2. Otto Ferdinand Hartmann, 1849–1856 3. Christian Friedrich Tietz, 1857–1871 4. Otto Friedrich Jobst, 1872–1883 5. Otto Heinrich Stapelfeld, 1885–1886 6. Gottfried Epiphanias Lüdeke, 1886–1899 7. Siegfried Berthold Johannes Samuel Jobst, 1900–1907 8. Heinrich Krockow, 1907–1926 9. Karl (Gustav) Kirste, 1926–1935 10. Peter Bultmann, 1935–1945 |

### Kirchenbücher
Die Kirchenbücher des Kirchspiels Sydow wurden seit 1667 geführt und waren bis 1945 im Pfarrhaus gelagert. Den Krieg überstanden haben die Taufregister (1874–1900), die Trauregister (1875–1934) und die Begräbnisregister (1875–1935) und liegen heute im katholischen Pfarramt in Polanów.

## Kirche nach 1945

### Kirchengebäude
Nach Übernahme der Stadtverwaltung durch polnische Behörden wurde die evangelische Pfarrkirche an die katholische Kirche übereignet. In den Jahren 2011/2012 wurde das Gotteshaus von Grund auf saniert. Dabei wurde das Äußere des Gebäudes nicht verändert. Mangels historischer Vorlagen wurde die Inneneinrichtung neu gestaltet. Noch vorhandene ältere Gegenstände wurden einbezogen. Von den drei Grabplatten, die im Mittelgang der Kirche bei der Sanierung 2011 freigelegt wurden, konnten zwei gerettet werden: die des Pastors Laurentius Georg Stoecke und die des Friedrich von Podewils aus dem 17. Jahrhundert. Die dritte des Christian Ewald von Woedtke, ging zu Bruch und liegt im Museum in Koszalin, kann aber noch restauriert werden. In Planung ist die Anbringung der Wappen der ehemaligen Sydower Patronatsfamilien in einem der Kirchenfenster im Chor.

### Pfarrei
Seit dem 13. Juni 1959 gibt es eine – nun katholische – Pfarrei, zu der 2295 Gemeindeglieder in 19 Ortschaften gehören. Außer der Pfarrkirche in Żydowo gibt es die beiden Filialkirche in Chocimino (Gutzmin) und Drzewiany (Drawehn) sowie eine Kapelle in Gołogóra (Breitenberg). Die Parafia Żydowo gehört zum Dekanat Polanów im Bistum Köslin-Kolberg.
Die zahlenmäßig wenigen evangelischen Einwohner von Polanów werden vom Pfarramt Koszalin (Köslin) in der Diözese Pommern-Großpolen der Evangelisch-Augsburgischen Kirche in Polen betreut.

### Pfarrer
Seit Errichtung einer katholischen Pfarrei in Żydowo amtierten als Geistliche:
- Bronisław Kozłowski, 1959–1972
- Jan Szałach, 1972–1978
- Stanisław Jania, 1978–1983
- Stanisław Olejarz, 1983–1986
- Edward Skwira, 1986–1989
- Wiesław Koc, 1989–2009
- Jan Stankiewicz, 2009–2010
- Witold Kaczmarczyk, 2010–2014
- Tomasz Rembelski, seit 1. August 2014

## Verkehr
Es besteht Anschluss an die Woiwodschaftsstraße 205 (Sławno (Schlawe) – Bobolice (Bublitz)), die bei Bobolice in die Landesstraße 11 (Koszalin (Köslin) – Posen) mündet. Das Gemeindezentrum Polanów (Pollnow) ist zwölf Kilometer entfernt.

## Söhne und Töchter des Ortes
- Georg Eggert von Woedtke (1698–1756), preußischer Generalmajor und Träger des Ordens Pour le Mérite
- Erich von Woedtke (1847–1902), deutscher Jurist und Verwaltungsbeamter
- Oldwig Jancke (1901–1960), deutscher Biologe und Direktor der Lehr- und Versuchsanstalt für Obst- und Weinbau in Neustadt an der Weinstraße
- Kurt Diedrich (1905–1982), deutscher Schulmann und Sachbuchautor